# 基內齊皮爾
48°0′5″N 30°47′10″E / 48.00139°N 30.78611°E
基內齊皮爾（羅馬化：Kinetspil）是位於烏克蘭南部尼古拉耶夫州五一城區的村莊，始建於1634年，面積30平方公里，海拔高度78米，2001年人口3,518，人口密度每平方公里117.3人。